# John Grigg (Astronom)
John Grigg (* 4. Juni 1838 in London; † 20. Juni 1920 in Thames (Neuseeland)) war ein neuseeländischer Amateurastronom.

## Lebenslauf
John Grigg wurde in London als jüngster Sohn von James und Ruth Grigg geboren. Sein Vater war Geschäftsführer und Finanzdirektor eines Londoner Einrichtungshauses und verschaffte seinem Sohn eine solide musikalische, wissenschaftliche und kaufmännische Ausbildung. 1858 heiratete Grigg Emma Mitchell, 1863 wanderten beide nach Neuseeland aus und ließen sich in Auckland nieder. Nach Emmas Tod (1867) zog Grigg im Jahre 1868 nach Thames, einer aufgrund von Goldfunden aufblühenden Stadt. Dort gründete er ein Einrichtungsgeschäft, das er später um Musikalien erweiterte.
Grigg gab Gesangsstunden, komponierte, dirigierte die von ihm mitgegründete Thames Choral Society und war zehn Jahre lang der Organist und einer der Kuratoren der Baptistengemeinde.
1871 heiratete Grigg Sarah Allaway, welche jedoch 1874 unerwartet starb. 1887 schließlich heiratete er Jane Henderson. Grigg und seine drei Ehefrauen hatten insgesamt sechs Söhne, drei Töchter und einen Adoptivsohn.

## Astronomie
Die Venusdurchgänge von 1874 und 1882 erweckten Griggs früheres Interesse an Astronomie wieder. 1884 errichtete er hinter dem Wohn- und Geschäftsgebäude an der Pollen Street ein hölzernes Observatorium für einen kleinen Refraktor von 90 mm Öffnung. 1894 zog er sich aus dem Geschäftsleben zurück, um seinen wissenschaftlichen Neigungen mehr Zeit widmen zu können. Er verlegte die Sternwarte auf einen neuen Standort an der Queen Street; es war nun zweigeschossig, mit einem Arbeitsraum und einer Werkstatt im Erdgeschoss. Beide Observatorien beherbergten jeweils in einem kleinen Anbau ein kleines Passageninstrument, mit dem Grigg den Zeitdienst für Thames versah.
Grigg hielt populäre astronomische Vorträge und verfasste eine regelmäßige astronomische Zeitungskolumne. Seine Sternwarte war stets offen für Besucher.
Grigg war einer der astrophotographischen Pioniere in Neuseeland. Er fotografierte Sonnenflecken, die (in Neuseeland partielle) Sonnenfinsternis vom 12. Dezember 1890, den Mond und Kometen.
Neben anderen astronomischen Beobachtungen wie regelmäßigen Sonnenfleckenserien galt sein Interesse vor allem Kometen, deren Bahnen er verfolgte und berechnete. Er beobachtete die bekannten und erwarteten Kometen, suchte jedoch auch systematisch nach neuen Kometen, wobei er eine selbst verfasste Liste von Nebeln benutzte, um diese nicht mit einem Kometen zu verwechseln. Grigg fand als Erster den Kometen 2P/Encke bei dessen Wiederkehr im Jahre 1898.
Grigg entdeckte vier Kometen, von denen drei heute seinen Namen tragen:
- Am 22. Juli 1902 fand Grigg bei einer systematischen Suche einen neuen Kometen. Während sechs Nächten bis zum 3. August konnte er 14 Positionsmessungen erhalten und eine Bahn berechnen. Die Lichtschwäche des Kometen, die an „Nebeln“ reiche Himmelsgegend und die geringe Genauigkeit von Griggs Positionsmessungen verhinderten jedoch, dass andere Astronomen den Kometen auffinden und weiterverfolgen konnten, so dass Grigg der einzige Beobachter dieses Kometen blieb. Am 17. Mai 1922 entdeckte John Francis Skjellerup in Südafrika den Kometen wieder, so dass dieser nun den Namen 26P/Grigg-Skjellerup trägt.

- Am 17. April  1903 entdeckte Grigg einen weiteren Kometen, den er 29 Nächte lang bis zum 26. Mai beobachtete. Diesmal konnte der Komet – C/1903 H1 (Grigg) – auch von anderen Astronomen verfolgt werden.

- Ein am 19. März 1906 von Grigg entdeckter Komet war von David Ross in Melbourne bereits im Februar gefunden worden – Komet C/1906 F1 (Ross).

- Am 8. April 1907 entdeckte Grigg einen Kometen, der fünf Tage später unabhängig auch von John Mellish gefunden wurde. Der Komet – C/1907 G1 (Grigg–Mellish) – konnte von den Astronomen bis zum 14. Mai verfolgt werden.

Die Astronomical Society of the Pacific verlieh Grigg insgesamt zwei der von Joseph A. Donohoe gestifteten Kometenmedaillen für seine Entdeckungen. Er war von 1897 an Mitglied der British Astronomical Association und wurde 1906 in die Royal Astronomical Society aufgenommen. Ein Mondkrater ist nach Grigg benannt.